# Templo y Colegio Máximo de San Pedro y San Pablo
El Templo y Colegio Máximo de San Pedro y San Pablo es un antiguo complejo religioso y educativo localizado la calle de San Ildefonso, en el Centro Histórico de la Ciudad de México, en la alcaldía Cuauhtémoc, fundado y construido a finales del siglo XVI y principios del siglo XVII por la Compañía de Jesús. Pertenece a la Secretaría de Educación Pública y es considerado patrimonio histórico por el Instituto Nacional de Antropología e Historia (INAH).
El ex templo del complejo alberga al Museo de las Constituciones, mientras que el colegio alberga al Centro Nacional de Conservación y Registro del Patrimonio Artístico Mueble (Cencropam), dependiente del Instituto Nacional de Bellas Artes.

## Historia
El colegio máximo de San Pedro y San Pablo fue la segunda institución educativa fundada por los Jesuitas en el Virreinato de la Nueva España.  Los misioneros Jesuitas fueron enviados a las nuevas colonias Americanas con el propósito de fundar escuelas y misiones. El grupo misionero que fundó la universidad estuvo dirigido por Padre provincial Pedro Sánchez. La fundación oficial del colegio ocurrió en 1574 con el nombre de Colegio Máximo de San Pedro y San Pablo. El apelativo de  "Máximo" se debe a que quedaron sujetos a su supervisión los seminarios jesuitas de Puebla, Guadalajara, Zacatecas, Mérida, el de San Ildefonso de México y la residencia de Tepotzotlán
La construcción del complejo comenzó en 1576, financiado por Don Alonso de Villaseca y otros peninsulares. El templo del colegio fue construido por el arquitecto Jesuita Diego López de Arbaizo entre 1576 y 1603. y el resto del complejo fue terminado en 1645.
El propósito del colegio era proporcionar educación de nivel universitario tanto a los miembros de la compañía de Jesús como a jóvenes pertenecientes a las clases pudientes de la Nueva España.  Estuvo dividido en facultades menores, -en las cuales se enseñaban humanidades y gramáticas grecolatinas-, y en facultades superiores, que estaban enfocadas a la enseñanza de teología, artes y filosofía. El colegio tuvo su mayor auge durante la primera mitad del siglo XVIII cuándo tuvo aproximadamente 800 estudiantes matriculados; dos de sus más notables alumnos fueron Francisco Javier Alegre y Francisco Javier Clavijero,
Después de la expulsión de los jesuitas, el colegio cerró. El edificio del colegio fue entregado a las autoridades civiles, quienes primero lo utilizaron como cuartel y en 1775  albergó el Sacro y Real Monte de Piedad de Ánimas una institución de asistencia fundada por Pedro Romero de Terreros, la cual está dedicada al financiamiento social a través de préstamos prendarios. La iglesia fue entregada a los Agustinos, y los retablos, pinturas, y otros objetos decorativos fueron redistribuidos a otras iglesias, especialmente a la Catedral de Ciudad del México, donde muchas de estas piezas aún se conservan. Durante este tiempo, el complejo comenzó a deteriorarse seriamente.

### SigloXIX
Cuando los Jesuitas regresaron a la Nueva España, cincuenta años más tarde en 1816, encontraron el complejo casi en ruinas. Trabajaron para reconstruir la iglesia y la escuela, siendo la misma realizada por Cristóbal Rodríguez. Aun así, el colegio nunca volvió funcionar, debido a la guerra de independencia. Poco después de la independencia de México en 1821, varios acontecimientos importantes ocurrieron en el antiguo templo. En 1823, después de proclamar la independencia de México, Agustín de Iturbide llevó a cabo ahí las juntas que llevaron a la promulgación del "Reglamento Provisional del Imperio". En el año siguiente, las sesiones iniciales del congreso constituyente fueron llevadas a cabo en el templo, tras las cuales se redactó la primera Constitución Federal de México en 1824. Después del corto reinado de Iturbide, Guadalupe Victoria fue nombrado el primer presidente de México en el ex templo. El 18 de noviembre de ese mismo año, ahí se decidió la creación del Distrito Federal y el congreso permaneció en el templo hasta 1829, cuando se trasladó a su nueva sede en Palacio Nacional.
El templo fue reabierto al culto de 1832 a 1850, pero después fue convertido en biblioteca del colegio nacional de san Gregorio. Durante este periodo el templo albergó la imagen de la Virgen de Loreto, ya que se pensaba que el templo de nuestra señora de Loreto podría colapsar. Más tarde, el templo tuvo diversos usos, como un salón de baile, un depósito de ejército y cuartel, una escuela correccional, un hospital mental, y bodega de la aduana.

### SigloXX
De 1921 a 1927, el edificio fue remodelado por José Vasconcelos e inaugurado como "sala de discusiones libres" con una oficina dedicada a campañas de alfabetización. Vasconcelos encomendó la redecoración del templo, la cual fe realizada con murales de artistas como Xavier Guerrero y Roberto Montenegro.
De 1927 a 1930, el edificio del colegio albergó talleres para la Academia de San Carlos, la cual había sido integrada a la Universidad Nacional Autónoma de México. Parte del edificio también albergó a la escuela popular nocturna de música. De este modo, el complejo se volvió propiedad de la universidad, a la cual pertenece actualmente. A principios de la década de 1930 la universidad lo hizo parte de la Escuela Preparatoria Nacional, y poco después fue utilizado también como escuela secundaria, escuela de teatro, sala de exposiciones y otros usos.
En 1944 el presidente Manuel Ávila Camacho inauguró en el ex templo la Hemeroteca Nacional de México, la cual permaneció ahí hasta 1979. En 1996 se convirtió en sede del Museo de la Luz, donde permaneció hasta 2011.